# Ludres
Ludres – miejscowość i gmina we Francji, w regionie Grand Est, w departamencie Meurthe i Mozela.
Według danych na rok 1990 gminę zamieszkiwało 6236 osób, a gęstość zaludnienia wynosiła 762 osób/km² (wśród 2335 gmin Lotaryngii Ludres plasuje się na 71. miejscu pod względem liczby ludności, natomiast pod względem powierzchni na miejscu 733.).

## Populacja

Populacja Ludres w latach 1962–2008